# Орден Белой звезды
Орден Белой звезды (эст. Valgetähe teenetemärk) — государственная награда Эстонской Республики.
Орденом Белой Звезды награждаются лица, состоящие на государственной службе или работающие в местном самоуправлении, а также иные лица в знак признания экономических, образовательных, научных, культурных, спортивных или других общественных заслуг и достижений.

## История
Орден Белой звезды был учреждён Законом о государственных наградах Эстонской Республики 7 октября 1936 года в память об освободительной борьбе народа Эстонии. Орден был учреждён в 2 особых степенях (цепь ордена и специальная большая лента), 5 основных степенях и 3 степенях медали (золотой, серебряной и бронзовой).
Вхождение Эстонии в состав СССР в 1940 году прекратило существование эстонских орденов. После восстановления в 1991 году независимости Эстонии орден Белой звезды был возрождён Законом о наградах от 5 мая 1994 года в качестве награды для лиц, состоящих на государственной службе или работающих в местном самоуправлении, а также иных лиц, в знак признания экономических, образовательных, научных, культурных, спортивных или других общественных заслуг и достижений. Орден был восстановлен в 5 основных степенях и 1 медали (бронзовой). 16 мая 1995 года была восстановлена высшая степень ордена — цепь, а медаль изменена на серебряную.
Первыми орденом Белой звезды были награждены 21 июня 1937 года восемь сотрудников эстонской полиции — четверо получили 3-ю степень, двое — 4-ю степень, и двое — 5-ю степень ордена. Награды им были вручены в День победы 23 июня 1937 года. Всего до июля 1940 года орденом всех степеней было награждено 2000 эстонцев и 363 иностранца из 28 государств. После возрождения ордена в 1994 году первые награждения состоялись 16 мая 1995 года — в ходе визита президента Эстонии Леннарта Мери в Финляндию различные степени ордена были вручены сразу 80 финским гражданам.
Высшей степенью является цепь ордена, при этом по своему статусу цепи эстонских орденов могут вручаться только главам государств. Первая цепь ордена Белой звезды была вручена Константину Пятсу при вступлении его в должность президента Эстонии 24 апреля 1938 года. Все остальные цепи ордена были вручены главам иностранных государств. Фактически, цепь ордена Белой звезды выполняет роль дипломатической церемониальной награды, «в знак дружбы» вручаемой главам государств во время их визитов в Эстонию или иностранных визитов президента Эстонии. Также и остальные степени ордена могут в рамках дипломатического протокола вручаться иностранным государственным служащим, причем была разработана таблица соответствия вручаемой степени со служебным рангом награждаемого.
До 1940 года второй после цепи высшей степенью являлась специальная большая лента. Награждены ею были всего два человека — генерал Йохан Лайдонер и польский маршал Эдвард Рыдз-Смиглы.
Награждение орденом происходит 1 раз в год. Указы о награждении подписываются президентом Эстонии в начале февраля, вручение знаков традиционно происходит накануне Дня независимости Эстонии. В исключительных случаях награждение может быть произведено в другое время.
9 кавалеров ордена Белой звезды были в последующем лишены награды решением президента Эстонии.
В иерархии эстонских наград орден Белой звезды с 1936 по 1995 год занимал третье место, после Креста Свободы и ордена Государственного герба. С 1995 года он занимает четвёртое место — после новоучреждённого ордена Креста земли Марии, занявшего третье место.

## Статистика награждений
| Степени:           | Цп | СБЛ | I  | II  | III | IV  | V   | 1м  | 2м  | 3м  | Всего |
| ------------------ | -- | --- | -- | --- | --- | --- | --- | --- | --- | --- | ----- |
| Гражданам Эстонии: | 1  | 1   | 19 | 53  | 226 | 372 | 546 | 314 | 234 | 234 | 2000  |
| Иностранцам:       | 6  | 1   | 52 | 53  | 103 | 100 | 43  | 3   | 2   | —   | 363   |
| Всего:             | 7  | 2   | 71 | 106 | 329 | 472 | 589 | 317 | 236 | 234 | 2363  |

Цп — цепь; СБЛ — специальная большая лента; 1м — медаль 1-й степени; 2м — медаль 2-й степени; 3м — медаль 3-й степени
| Степени: | Цп | I  | II  | III | IV   | V    | м   | Всего | иностр. |
| -------- | -- | -- | --- | --- | ---- | ---- | --- | ----- | ------- |
| 1995 год | —  | 29 | 23  | 27  | 26   | 18   | 23  | 146   | 146     |
| 1996 год | —  | 1  | —   | 3   | —    | —    | —   | 4     | 4       |
| 1997 год | —  | —  | 2   | 8   | 4    | 7    | 15  | 36    | 4       |
| 1998 год | —  | 6  | 4   | 29  | 33   | 35   | 21  | 128   | 23      |
| 1999 год | —  | 15 | 5   | 18  | 40   | 24   | 8   | 110   | 43      |
| 2000 год | —  | —  | 8   | 24  | 12   | 14   | 10  | 68    | 6       |
| 2001 год | —  | 2  | 10  | 90  | 123  | 170  | 140 | 535   | 42      |
| 2002 год | 2  | 6  | 19  | 23  | 65   | 74   | 28  | 217   | 59      |
| 2003 год | 1  | 5  | 3   | 15  | 56   | 82   | 13  | 175   | 22      |
| 2004 год | 2  | 3  | 9   | 30  | 99   | 109  | 13  | 265   | 42      |
| 2005 год | 2  | 8  | 5   | 19  | 100  | 87   | 12  | 233   | 34      |
| 2006 год | —  | 4  | 21  | 32  | 242  | 146  | 18  | 463   | 2       |
| 2007 год | 1  | 1  | 1   | 9   | 76   | 99   | 8   | 195   | 12      |
| 2008 год | —  | 1  | —   | 8   | 47   | 61   | 3   | 120   | 6       |
| 2009 год | 1  | 3  | 1   | 6   | 19   | 19   | 1   | 50    | 2       |
| 2010 год | —  | —  | —   | 4   | 27   | 22   | —   | 53    | 2       |
| 2011 год | 1  | 2  | —   | 8   | 26   | 23   | —   | 60    | 6       |
| 2012 год | —  | —  | —   | 4   | 24   | 28   | 3   | 59    | 1       |
| 2013 год | —  | —  | 1   | 11  | 33   | 22   | —   | 67    | 1       |
| 2014 год | 1  | 3  | —   | 12  | 34   | 28   | 15  | 93    | 23      |
| 2015 год | —  | 1  | 1   | 4   | 29   | 33   | —   | 68    | 5       |
| 2016 год | —  | —  | —   | 7   | 36   | 29   | 3   | 75    | 4       |
| 2017 год | —  | —  | —   | 6   | 27   | 37   | 3   | 73    | 4       |
| 2018 год | —  | —  | —   | 5   | 57   | 57   | 2   | 121   | 3       |
| 2019 год | —  | —  | —   | 7   | 29   | 33   | 2   | 71    | 1       |
| 2020 год | —  | —  | —   | 7   | 30   | 43   | 1   | 81    | 0       |
| 2021 год | —  | —  | —   | 5   | 43   | 51   | —   | 99    | 1       |
| 2022 год | —  | —  | 4   | 4   | 44   | 45   | 2   | 99    | 1       |
| Всего:   | 11 | 90 | 117 | 425 | 1381 | 1396 | 344 | 3764  | 499     |

## Степени ордена
С 1936 по 1940 год орден Белой звезды состоял из 2 особых степеней (цепь ордена и специальная большая лента), 5 основных степеней и 3 степеней медали ордена (золотой, серебряной и бронзовой). В 1994 году орден Белой звезды был восстановлен в 5 основных степенях и 1 степени медали (бронзовой). 16 мая 1995 года была восстановлена высшая степень ордена — цепь, а медаль изменена на серебряную. С 1995 года орден состоит из 7 степеней:
 цепь ордена — знак на цепи, знак на широкой ленте через правое плечо и звезда на левой стороне груди;
 1-я степень (класс) — знак на широкой ленте через правое плечо и звезда на левой стороне груди;
 2-я степень (класс) — знак на ленте, носимый на шее, и звезда на левой стороне груди;
 3-я степень (класс) — знак на ленте, носимый на шее;
 4-я степень (класс) — знак на ленте с розеткой, носимый на левой стороне груди;
 5-я степень (класс) — знак на ленте, носимый на левой стороне груди;
 медаль ордена — знак на ленте, носимый на левой стороне груди.

## Знаки ордена
Эскизы знаков ордена, победившие в конкурсе 1936 года, были разработаны Паулем Лухтейном (эст. Paul Luhtein). Знаки ордена Белой звезды всех степеней имеют одинаковый внешний вид. После восстановления ордена в 1994 году знаки ордена сохранили свой внешний вид, кроме небольших изменений у звезды и медали. Цвет орденской ленты — красный (206MC по международной системе цветов PANTONE).
Знаки особой степени «цепь»
Крест на шейной цепи (в особо-торжественных случаях) или крест на широкой ленте через правое плечо, и звезда на левой стороне груди.
Цепь — серебряная позолоченная, шириной 30 мм (до 1940 года — 28 мм). Состоит из звеньев в виде стилизованных цветков розы и лилии и центрального звена (диаметром 38 мм) в виде государственного герба Эстонии (в окружённом дубовым венком золотом щите три лазоревых леопарда). Звенья соединены между собой цепочками из небольших колечек. К центральному звену подвешивается крест ордена.
Крест и звезда такие же, как у 1-й степени, но звезда вся позолоченная. До 1940 года вручалась лента от степени «специальная большая лента», с 1995 года — лента от 1-й степени.
Знаки особой степени «специальная большая лента»
Крест на широкой ленте через правое плечо и звезда на левой стороне груди. Крест и звезда такие же, как у 1-й степени, но звезда вся позолоченная.
Лента — шёлковая муаровая красная с золотистыми полосками по краям. Ширина ленты — 105 мм, ширина золотистых полосок — 5 мм.
Знаки 1-й степени
Крест на широкой ленте через правое плечо и звезда на левой стороне груди.
Крест — серебряный позолоченный шестиконечный, с раздвоенными концами, покрытый белой эмалью с обеих сторон. В центре каждого раздвоения на концах креста — короткие двуграные остроконечные штралы. Между лучами креста — двуграные остроконечные штралы с перекрестьями на концах. В центре лицевой стороны креста — наложенная на розетку шестиконечная звезда белой эмали. В центре оборотной стороны — круглый, с позолоченным ободком, медальон белой эмали, на котором золотом нанесена дата учреждения ордена «19 7/X 36». Диаметр креста — 65 мм.
Звезда — серебряная шестиконечная. Самые длинные и самые короткие лучи имеют пирамидальную огранку, остальные лучи — гладкие остроконечные. На звезду наложен шестиконечный с развоенными концами крест белой эмали. До 1940 года в центре креста располагалась наложенная на розетку шестиконечная звезда белой эмали, после восстановления в 1994 году — позолоченный государственный герб Эстонии (в окружённом дубовым венком золотом щите три лазоревых леопарда) диаметром 38 мм. Диаметр звезды — 83 мм.
Лента — шёлковая муаровая красная. Ширина ленты для мужчин — 105 мм, для женщин — 64 мм.
Знаки 2-й степени
Крест на ленте на шее и звезда на левой стороне груди. Дамы носят крест на ленте в форме плоского банта на левой стороне груди. Крест и звезда такие же, как у 1-й степени. Ширина ленты — 41 мм.
Знаки 3-й степени
Крест на ленте на шее. Дамы носят крест на ленте в форме плоского банта на левой стороне груди. Крест и лента такие же, как у 2-й степени.
Знаки 4-й степени
Крест на ленте на левой стороне груди. Крест такой же, как у 3-й степени, но диаметром 47 мм. Ширина ленты — 35 мм. На ленту крепится круглая розетка, диаметром 22 мм, из такой же ленты.
Знаки 5-й степени
Крест на ленте на левой стороне груди. Крест и лента такие же, как у 4-й степени, но без розетки на ленте.
Медаль ордена
Медаль круглая диаметром 31 мм. На лицевой стороне рельефное изображение орденского креста, до 1940 года — без эмали, с 1994 года — с белой эмалью. На оборотной стороне — рельефная дата учреждения ордена. Ширина ленты — 30 мм.
До 1940 года медаль подразделялась на три степени — золотую, серебряную и бронзовую. В 1994 году медаль была восстановлена в одной степени, изначально бронзовой, в 1995 году изменённой на серебряную.
Миниатюры ордена
Миниатюра ордена представляет собой уменьшенную копию знаков 5-й степени. Диаметр креста — 17 мм, ширина ленты — 15 мм, общая высота миниатюры — 50 мм. Миниатюра медали ордена имеет такие же размеры.
Для повседневного ношения на гражданской одежде предусмотрены розетки из ленты ордена, а для ношения на мундирах — орденские планки.

## Иллюстрации
- Цепь ордена, с 1995 г.
- Звезда к цепи, с 1995 г.
- Знак 1-й степени на ленте для дам
- Звезда 1-й и 2-й степени, с 1994 г.
- Знак 2-й и 3-й степени
- Знак 4-й степени
- Знак 5-й степени
- Медаль ордена, с 1995 г.